# Esperanza Romero y Cabrero
Esperanza Romero y Cabrero (Madrid, 8 d'octubre de 1844-Suances, 3 de setembre de 1922), més coneguda com Esperanza Romero y Larrañaga, va ser una pintora espanyola.
Nascuda a Madrid el 8 d'octubre de 1844, filla del poeta Gregorio Romero de Larrañaga i de María del Rosario Cabrero. Deixebla del pintor i il·lustrador Bernardo Blanco, va signar les seves obres com Esperanza Romero y Larrañaga. Presentà l'obra Estudi del natural a l'Exposició Nacional de Belles Arts celebrada a Madrid el 1876, i Les primeres flors al mateix certamen de 1881, quadres que van ser molt elogiats per la premsa de l'època. En l'àmbit personal, el 16 de maig de 1877 es va casar amb el pintor sevillà Manuel García «Hispaleto», amb qui va tenir dos fills, Antonio i Manuel, i una filla, Rosario, que va morir en la infància. Va morir a Suances (Cantàbria) el 3 de setembre de 1922.